# Shuanglong, Fengdu
Shuanglong (kinesiska: 双龙) är en köping i sydvästra Kina. Den ligger i Fengdu härad i storstadsområdet Chongqing,  omkring 130 kilometer nordost om det centrala stadsdistriktet Yuzhong. Antalet invånare är 12 372. Befolkningen består av 6 085 kvinnor och 6 287 män. Barn under 15 år utgör 25,0 %, vuxna 15-64 år 56 %, och äldre över 65 år 17,0 %.